# Kuno von Steuben
Kuno von Steuben (Eisenach, 9 de abril de 1855 - Berlín, 14 de enero de 1935) fue un oficial militar prusiano, y un general en la Primera Guerra Mundial.
Nació en el seno de una familia noble, de la que Friedrich Wilhelm von Steuben (1730-1794) es el más conocido. Se unió al Ejército prusiano a la edad de 13 años. Para 1911 comandaba la 36.ª División como teniente general. En 1918 era el director de la Academia Militar Prusiana.
Al estallar la Primera Guerra Mundial, recibió el mando del XVIII Cuerpo de Reserva con el que combatió en la Batalla de las Ardenas (1914), la Segunda Batalla de Champaña (1915) y la Batalla de Verdún (1916).
El 5 de junio de 1917, fue enviado al frente de Salónica a liderar el 11.º Ejército alemán. Conjuntamente con sus aliados búlgaros, mantuvo la línea de frente hasta el 15 de septiembre de 1918, cuando los aliados obtuvieron una aplastante victoria en la Batalla de Dobro Polje y Bulgaria fue obligada a firmar un armisticio. Von Steuben y su 11.º Ejército tuvieron que retirarse detrás del Danubio en Hungría.
Después de la capitulación alemana, retornó a casa el 8 de diciembre de 1918. Von Steuben se retiró del ejército el 31 de enero de 1919. Murió en 1935 y fue enterrado en el Invalidenfriedhof.